# Dárdžiling (město)
Dárdžiling (bengálsky: দার্জিলিং) je indické město ležící v Západním Bengálsku nedaleko hranice se Sikkimem. Město má okolo 100 000 obyvatel a leží v nadmořské výšce přes 2000 metrů. Hlavním odvětvím ekonomiky je turismus: čistý vzduch, příjemné klima a blízkost Himálají přitahují do města, zvaného Královna hor, množství návštěvníků z celého světa. Dárdžiling je proslulý také památkami koloniální architektury (guvernérský palác Rádž Bhawan) a unikátní horskou železnicí ze Siliguri, zvanou Toy train (vláček na hraní), která je součástí Světového dědictví UNESCO. Většinu obyvatelstva tvoří Gurkhové, kteří usilují o odtržení od Západního Bengálska a vytvoření vlastního svazového státu Gurkhaland s hlavním městem Dárdžiling. Město je proslulé pěstováním čaje. Na indické poměry má vysokou životní úroveň a vyspělé školství, které přitahuje studenty z celé Indie. Ve městě se nachází zoologická zahrada.
V Dárdžilingu se odehrává americký film Wese Andersona z roku 2007 Darjeeling s ručením omezeným. 

## Externí odkazy

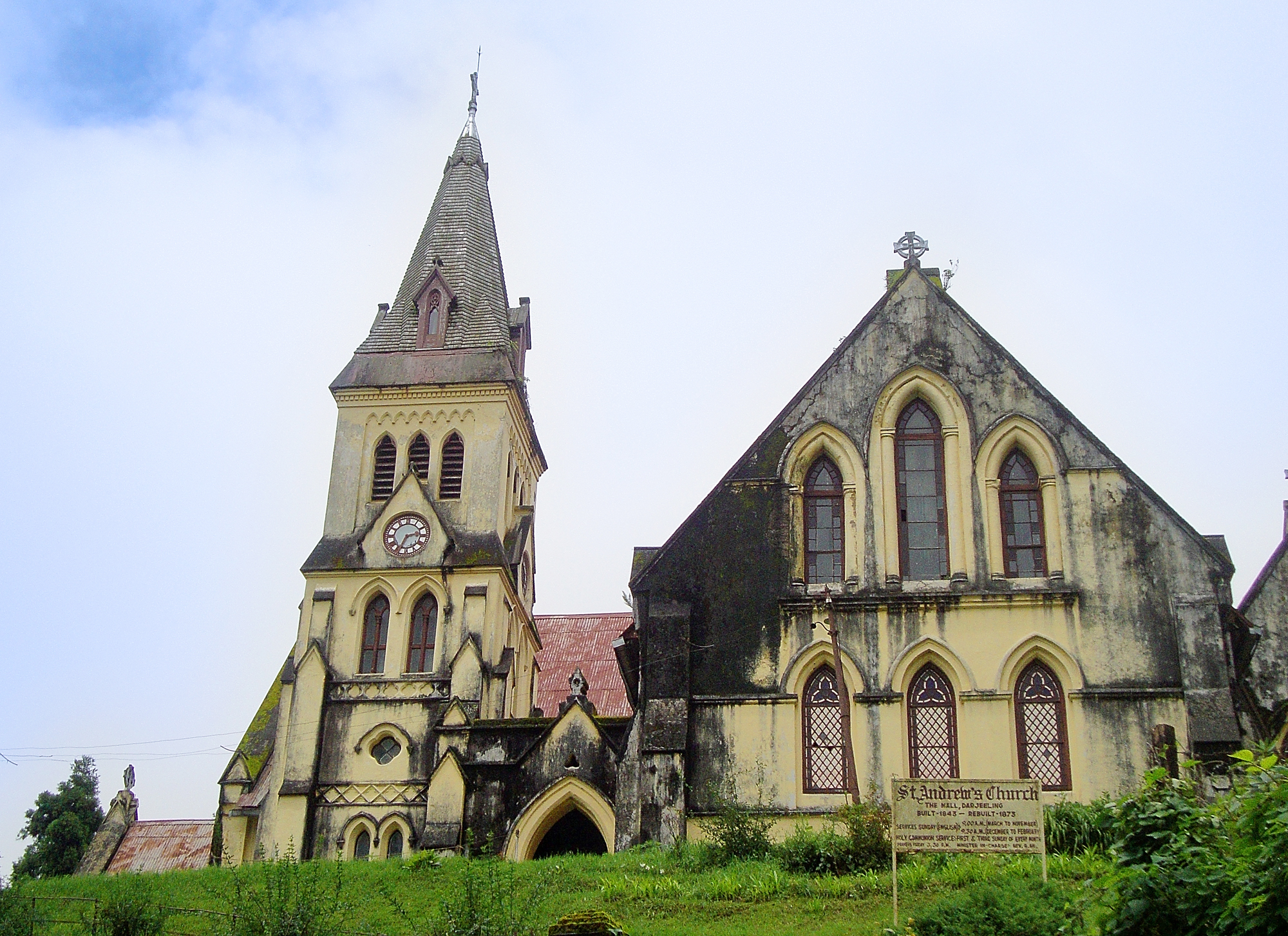
Kostel sv. Ondřeje z roku 1843, obnovený v roce 1873